# Marte R. Gómez
Marte R. Gómez är en ort i Mexiko.   Den ligger i kommunen Cajeme och delstaten Sonora, i den nordvästra delen av landet, 1 400 km nordväst om huvudstaden Mexico City. Marte R. Gómez ligger 49 meter över havet och antalet invånare är 8 700.
Terrängen runt Marte R. Gómez är platt, och sluttar västerut. Runt Marte R. Gómez är det ganska tätbefolkat, med 80 invånare per kvadratkilometer. Närmaste större samhälle är Ciudad Obregón, 14,2 km norr om Marte R. Gómez. Trakten runt Marte R. Gómez består till största delen av jordbruksmark.